# Gnathiidae
Los gnátidos (Gnathiidae) son una familia de crustáceos isópodos marinos y en su fase larvaria son parásitos de peces. Son casi cosmopolitas.

## Géneros
Se reconocen los 12 siguientes:
- Afrignathia Hadfield & Smit, 2008
- Bathygnathia Dollfus, 1901
- Bythognathia Camp, 1988
- Caecognathia Dollfus, 1901
- Elaphognathia Monod, 1926
- Euneognathia Stebbing, 1893
- Gibbagnathia Cohen & Poore, 1994
- Gnathia Leach, 1814
- Monodgnathia Cohen & Poore, 1994
- Paragnathia Omer-Cooper & Omer-Cooper, 1916
- Tenerognathia Tanaka, 2005
- Thaumastognathia Monod, 1926